# Daihatsu Terios Kid
El Daihatsu Terios Kid (ダイハツ・テリオスキッド, Daihatsu Teriosu Kiddo) fou un automòbil lleuger o kei car produït pel fabricant d'automòbils japonés Daihatsu entre els anys 1998 i 2012. Va tindre un model besó anomenat Daihatsu Terios Lucia. Pren el seu nom del Daihatsu Terios, un SUV de la marca situat al segment B.

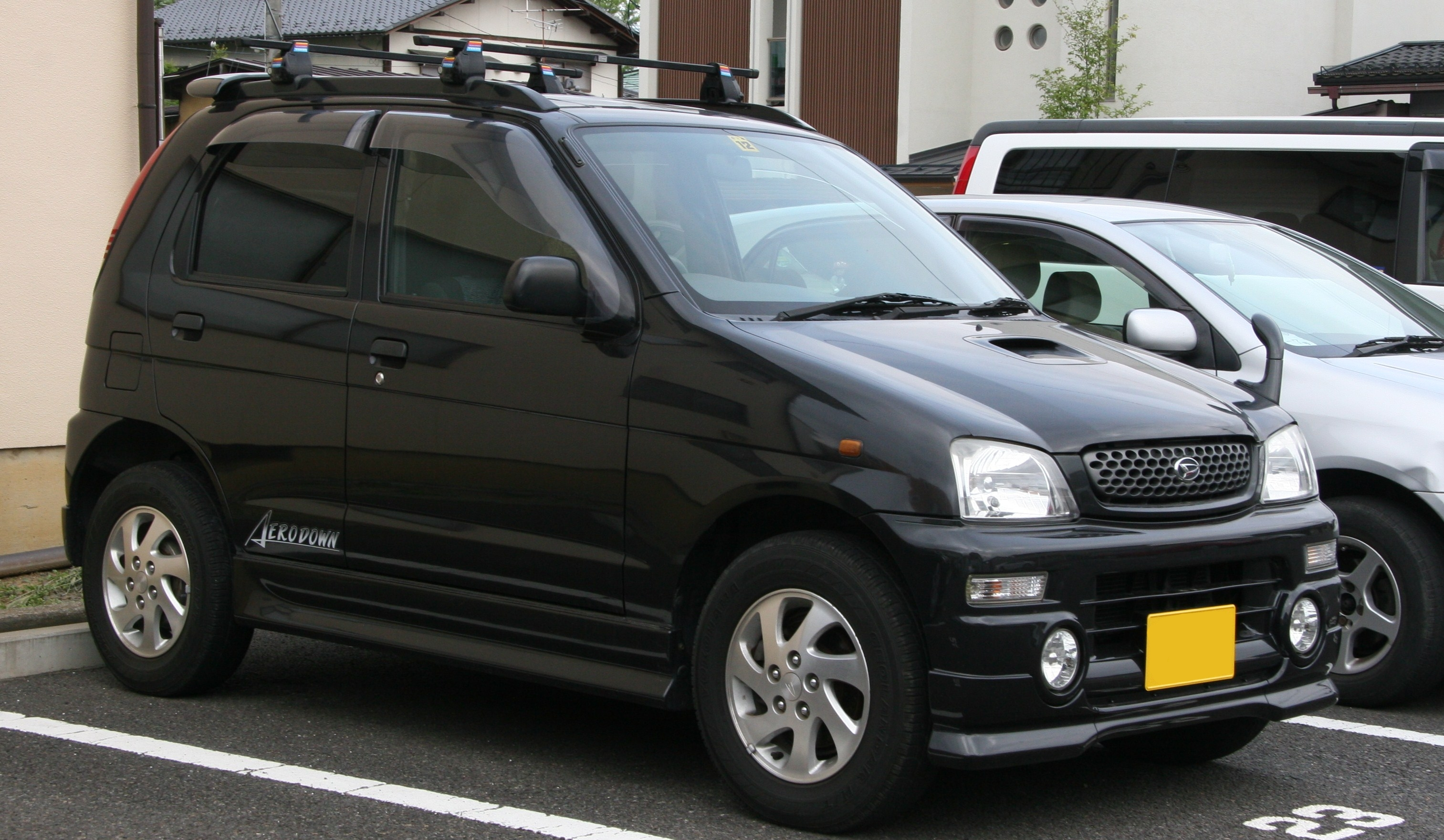
Terios Kid Aerodown

El Terios Kid va eixir a la venda el 6 d'octubre de 1998, un any després que el seu germà gran, el Terios. En el seu moment va ser l'únic kei amb carrosseria de cinc portes i tracció a les quatre rodes. Fins i tot quan el Terios fou deixat de comercialitzar l'any 2006, el Terios Kid continuà en venda fins a maig de 2012. Totes les unitats equipaven un motor tricilíndric de 659 centímetres cúbics amb turbocompressor, inicialment disponible en dos tipus: amb o sense intercooler, diferenciant-se per un forat especial al capó del primer. Quan a l'agost de 2006 el model va rebre una revisió, l'intercooler fou llevat de la gama.

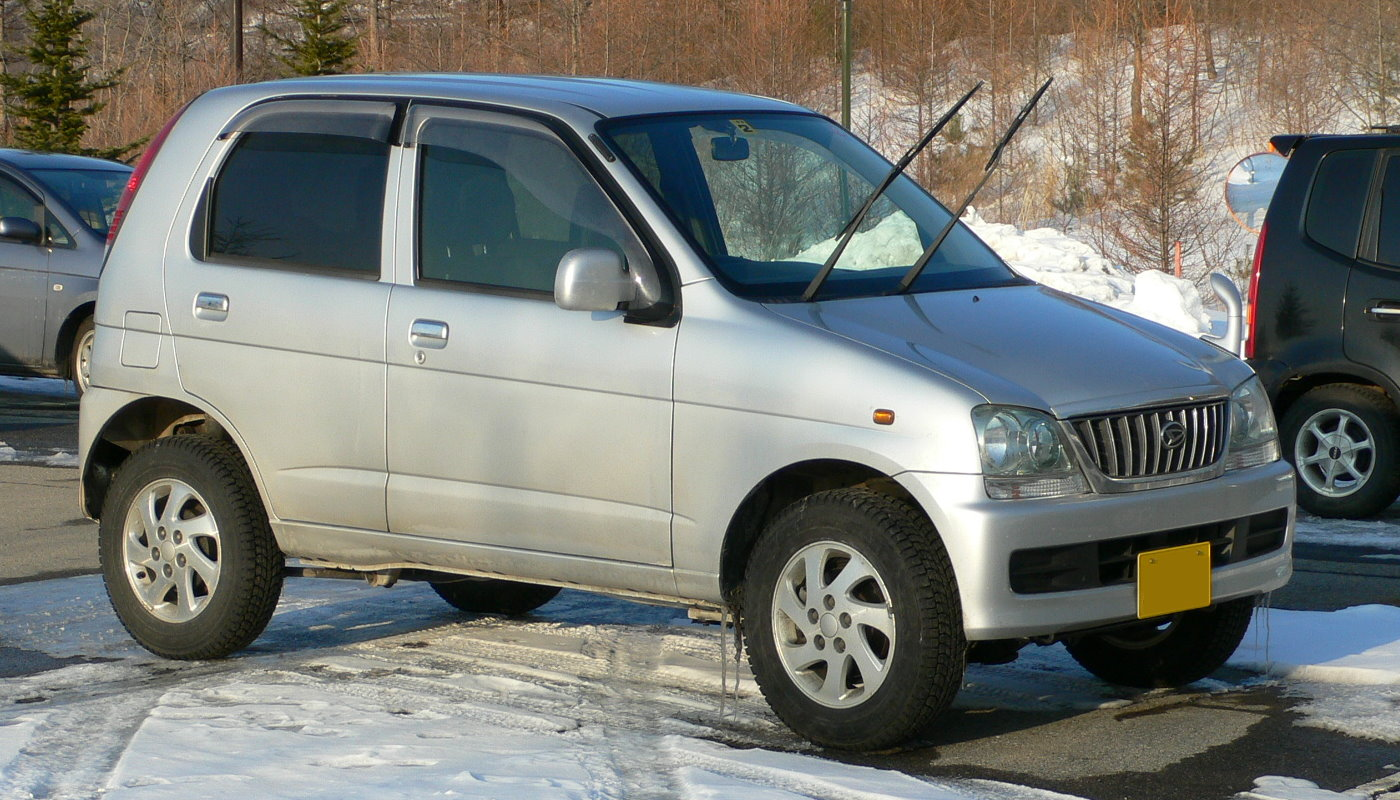
Terios Lucia

L'any 2002 el model va ser evaluat per l'organisme competent en seguretat de l'automòbil del Govern del Japó, aconseguint una qualificació de 6 estreles per al seient del co-pilot i cinc per al del conductor. El gener del mateix any va eixir a la venda el Daihatsu Terios Lucia, basat en el Terios Kid però amb una graella frontal diferent, sense roda de recanvi al darrere i menys alçària del terra donant-li així una imatge més refinada. Poc més d'un any després, l'agost de 2003, es deixà de comercialitzar el Terios Lucia, converint-se així en el model més breu de Daihatsu (1 any i 7 mesos).

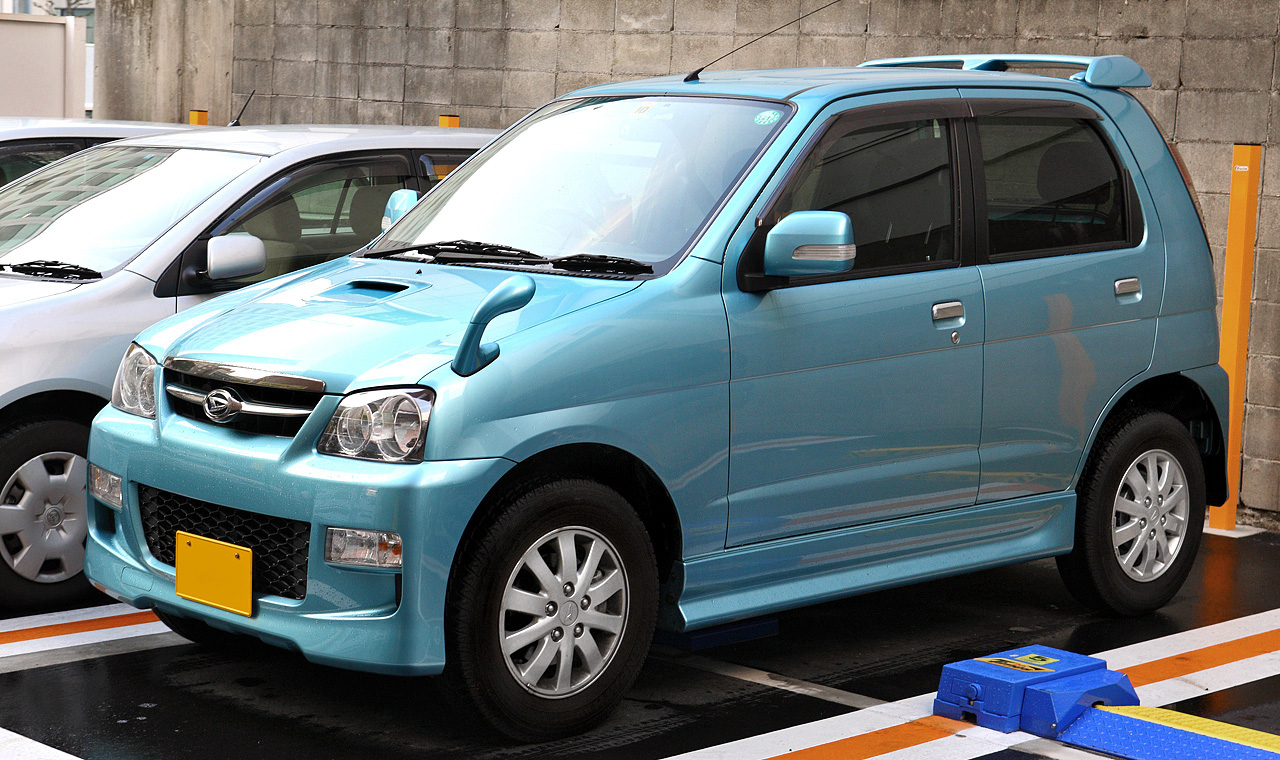
Terios Kid Custom

Després de la revisió que el 2006 va rebre el model, s'afegiren tres nous nivells d'equipament: "Custom X", "Custom L" i "L". La diferència entre els nivells "Custom" i "L" radica en que el primer equipa para-xocs aerodinàmics, llandes d'alumini, suspensió rebaixada, intermitents als retrovisors exteriors, sistema d'arrancament sense clau i ABS de sèrie. Tots els nivells poden equipar tracció al davant o a les quatre rodes així com llandes d'alumini a la roda de repost del darrere. La transmissió manual de cinc velocitats només està disponible per al graus "Custom L" i "L" amb tracció total.
El Terios Kid fou l'únic kei car en equipar un sistema de tracció a les quatre rodes permanent amb diferencial central. És el mateix sistema que també equipà el Daihatsu Atrai, però sense el mecanisme de tracció total parcial. Durant els primers anys del model va existir l'opció d'un diferencial autoblocant a l'eix del darrere, però l'any 2009 fou eliminat del catàleg.